# ماتياس سانشيز (لاعب كرة قدم)
ماتياس سانشيز (بالإسبانية: Matías Sánchez)‏ (18 نوفمبر 1979 في الأرجنتين - ) هو لاعب كرة قدم أرجنتيني في مركز الهجوم.

## وصلات خارجية
- ماتياس سانشيز (لاعب كرة قدم) على موقع قاعدة بيانات كرة القدم.إي يو (الإنجليزية)
- ماتياس سانشيز (لاعب كرة قدم) على موقع قاعدة بيانات كرة القدم.إي يو (الإنجليزية)
- ماتياس سانشيز (لاعب كرة قدم) على موقع Soccerway.com (الإنجليزية)